# Pirouet Records
Pirouet Records ist ein unabhängiges Jazzlabel, das der Saxophonist Jason Seizer mit dem Kaufmann Ralph Bürklin 2003 in München gründete.
Das Label, das mit Alben von Münchner Musikern wie Walter Lang, Peter O’Mara und Seizer startete, hat mittlerweile mehr als 100 Produktionen veröffentlicht und neben europäischen auch amerikanische Musiker unter Vertrag: Das Spektrum reicht von Marc Copland, John Abercrombie, Bill Carrothers, Gary Peacock, Kevin Hays, Drew Gress, Larry Goldings und Greg Osby über Florian Ross, Jochen Rückert, Pablo Held, Henning Sieverts, Ronny Graupe und Jürgen Friedrich bis hin zu Taiko Saitō, Sebastian Gille, Bastian Stein, Joris Roelofs, Ben van Gelder, Anna Webber oder Kathrin Pechlof. 
Dabei hat sich Seizer als künstlerischer Leiter des Labels die Maxime gesetzt: „Wie kann ich aus der Musik und den Dingen, die da sind, das Beste machen? Welche Mittel setze ich ein, um diese Musik so viel wie nötig, aber so wenig wie möglich zu beeinflussen, damit die Energie, die darin steckt, festzuhalten?“ Zum gut wiedererkennbaren Erscheinungsbild gehört, dass abstrakte Bilder und Grafiken zur Gestaltung der CD-Covers verwendet werden. Im Oktober 2016 wurde mitgeteilt, dass das Label nach 98 Tonträgern eine Pause macht; die Alben sind weiterhin im Handel erhältlich. Seit 2018 sind wieder neue Produktionen, beispielsweise von Pablo Held, Robert Landfermann oder Hubert Nuss erschienen.